# 미국 중부

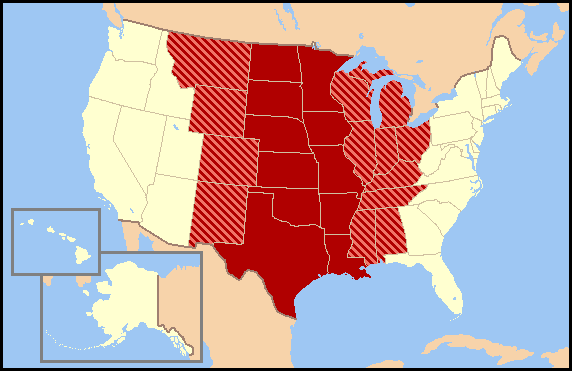
미국 중부

미국 중부(영어: Central United States)는 미국 중앙에 있는 여러 주를 가리키는 말이다.

## 같이 보기
- 캐나다 중부